# ایستگاه راه‌آهن آنگار

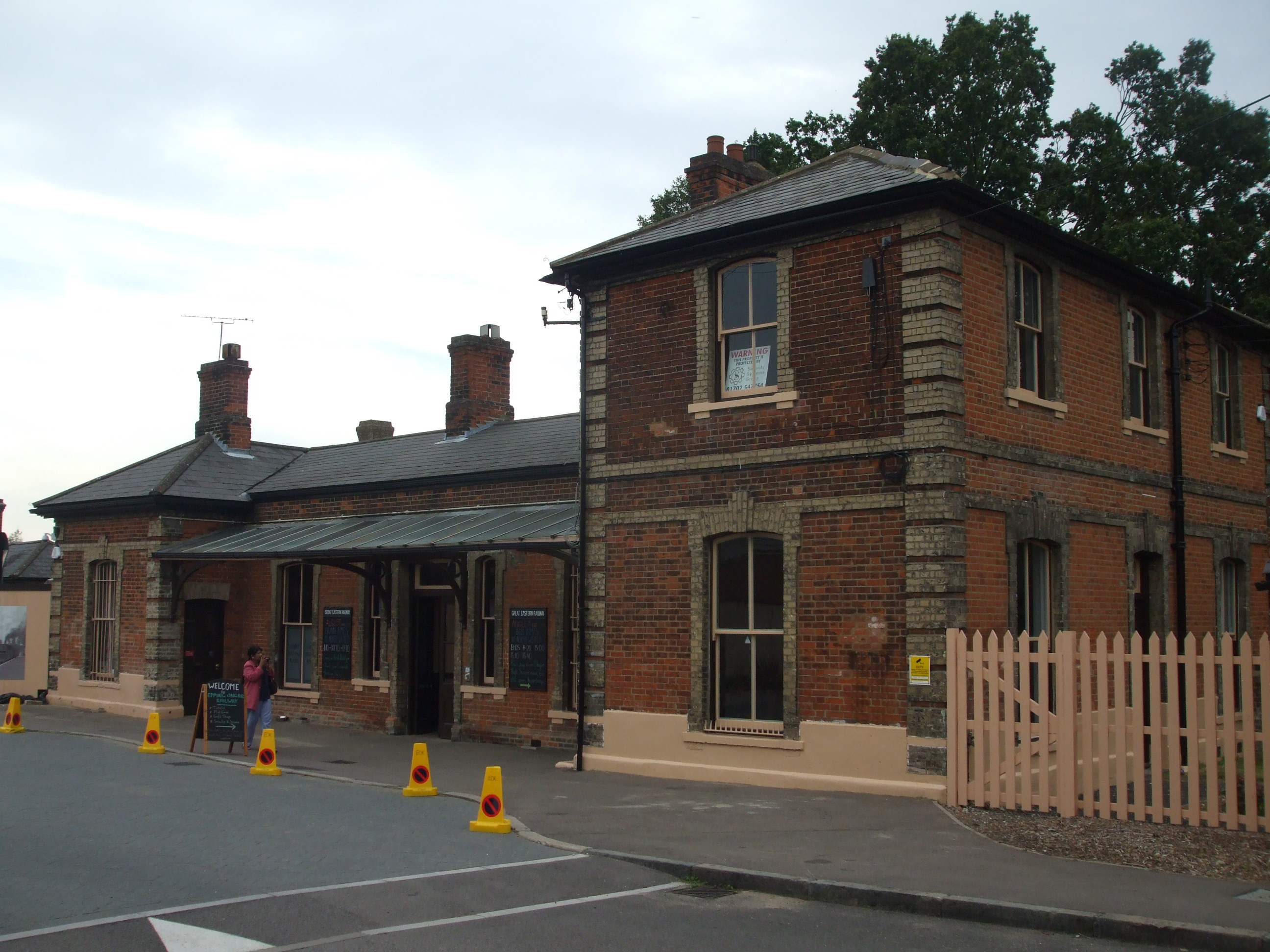
ایستگاه راه‌آهن آنگار

ایستگاه راه آهن آنگار یک ایستگاه از خط مرکزی و از خطوط متروی لندن است که در منطقه چیپینگ انجار قرار دارد و در ۲۴ آوریل ۱۸۶۵ افتتاح شده است و در سال۱۹۴۹ بسته شد.